# The Unafraid
The Unafraid er en amerikansk stumfilm fra 1915 af Cecil B. DeMille.

## Medvirkende
- Rita Jolivet som Delight Warren.
- House Peters som Stefan Balsic.
- Page Peters som Michael Balsic.
- William Elmer som Jack McCarty.
- Lawrence Peyton som Danilo Lesendra.